# Léon De Lathouwer
Léon De Lathouwer (Wetteren, 19 de setembre de 1929 - Kalken, 7 d'agost de 2008) va ser un ciclista belga, que fou professional entre 1952 i 1959.
Els seus principals èxits els aconseguí sent ciclista amateur, quan guanyà la medalla d'or de la contrarellotge per equips dels Jocs Olímpics de 1948 junt a Eugène van Roosbroeck i Lode Wouters. Aquell mateix any guanyà la Volta a Bèlgica amateur i l'any següent es proclamaria Campió de Bèlgica amateur.
Com a professional destaquen les dues victòries al Campionat de Flandes, el 1953 i 1955.

## Palmarès
- 1948
  -  Medalla d'or de la contrarellotge per equips dels Jocs Olímpics de Londres de 1948
  - 1r a la Volta a Bèlgica amateur i vencedor de 2 etapes
- 1949
  - Campió de Bèlgica amateur
  - Vencedor d'una etapa a la Volta a Bèlgica amateur
- 1952
  - 1r a la Heusden O-Vlaanderen
- 1953
  - 1r al Gran Premi Ciutat de Zottegem
  - 1r al Campionat de Flandes
- 1955
  - 1r al Campionat de Flandes